# Stactolaema
Stactolaema är ett fågelsläkte i familjen afrikanska barbetter inom ordningen hackspettartade fåglar. Släktet omfattar tre till fyra arter med utbredning i Afrika söder om Sahara:
- Vitörad barbett (S. leucotis) 
  - S. [l.] leucogrammica [2]
- Vitvingad barbett (S. whytii)
- Gulhuvad barbett (S. anchietae)